# Webnode
Webnode is een online websitebouwsysteem ontwikkeld door Westcom, s.r.o, een bedrijf gevestigd in Brno, Tsjechië. Het kan vergeleken worden met andere online systemen zoals Weebly.
Het biedt ook website design tools, die ervoor zorgen dat gebruikers een site kunnen maken middels het slepen en neerzetten van elementen zoals blogs, forums, fotobibliotheken en feedbackboxen.

## Geschiedenis
Westcom, Ltd begon met de ontwikkeling van Webnode in september 2006, waarbij de officiële lancering 16 maanden later was, in januari 2008.
Sinds 2002, ontwikkelde het bedrijf Westcom online applicaties voor grote klanten en ook een systeem dat ze konden gebruiken om het lanceren en maken van nieuwe websites voor programmeurs makkelijker te maken. Vanuit dit framework systeem kwam het idee om een websitebouwer te creëren voor niet-technische gebruikers.
Eerst werd de Tsjechische versie gelanceerd en vervolgens de Slowaakse die operationeel werd in begin juni. Tegen het einde van 2008 had Webnode meer dan 200.000 gebruikers in meer dan 80 landen over de hele wereld, waaronder de Verenigde Staten, Spanje en China. Twee jaar later, in 2010 was het aantal gebruikers verhoogd tot meer dan 2 000 000 gebruikers en had deze 12 taalversies.

## Eigenschappen
Webnode is een online drag-and-dropwebsitebouwer met drie verschillende websiteoplossingen: persoonlijke websites, bedrijfswebsites en e-commerce-websites.
Het systeem kan worden uitgevoerd op de meeste internetbrowsers, zoals Internet Explorer, Mozilla Firefox, Netscape, Google Chrome, Safari en Opera.
Een opvallend kenmerk van Webnode is de mogelijkheid van het maken en bewerken van de website vanuit een smartphone met een internetverbinding.

## Dienst
Het systeem wordt aangeboden onder het Freemium-businessmodel, dat een gratis aanbod levert, zij het met beperkingen, en de mogelijkheid geeft om te upgraden naar Premiumpakketten die meer opslagruimte, bandbreedte en extra functies bieden.

## Onderscheidingen
- Zilveren winnaar bij de Startup Competition bij LeWeb'08 Paris[8]